# Курбанов, Минабедин Зиятдинович
Минабедин Зиятдинович Курбанов (азерб. Minabaddin Gurbanov, лезг. Къурбанрин Минабедин Зиятдинан хва; 4 апреля 1956—2018) — российский и азербайджанский армрестлер, чемпион мира и Европы среди ветеранов.

## Спортивная карьера
Армспортом начал заниматься в 1993 году. В 1999 году во Владикавказе занял 4 место на чемпионате мира. В 2000 году в Финляндии на чемпионате мира среди взрослых в составе сборной России занял 7 место, а среди ветеранов возрастной категории 40+ стал вторым как на правой, так и на левой руке. В июне 2008 года принимал участие на Чемпионате Европы в Норвегии. В декабре 2010 года на чемпионате мира в США выиграл серебро и бронзу среди ветеранов. В 2014 году в составе сборной Азербайджана стал серебряным призёром чемпионата мира среди ветеранов в Литве. В ноябре 2017 года стал чемпионом мира среди ветеранов в Будапеште. В начале апреля 2018 года ушёл из жизни.

## Личная жизнь
В 1973 году окончил среднюю школу в селе Ялама Азербайджанской ССР. В 2002 году окончил физкультурный факультет института «Юждаг» в Дербенте. Сын: Рустам Курбанов также армрестлер, чемпион мира.